# إبراهيم كريت
إبراهيم كرّيت اسمه الحقيقي إبراهيم قضوم ولد بمدينة الكاف في 2 أكتوبر 1940، لاعب كرة قدم تونسي.

## ترجمته
انتقل إبراهيم كرّيت مع عائلته إلى العاصمة ولم يتجاوز عمره السنتين، وعاش في حي الجبل الأحمر. بدأ باللعب في صفوف نادي الملعب التونسي عام 1957 في مركز ظهير أيسر. وانتقل عام 1962 إلى نادي كاين الفرنسي ليعود إلى ناديه الأصلي عام 1965 وواصل مشواره الرياضي إلى عام 1969، كما لعب في النادي الرياضي لحمام الأنف في عام 1969-1970. لعب إبراهيم كرّيت مع الفريق الوطني التونسي لكرة القدم وشارك معه في الألعاب الأولمبية روما 1960. وقد سجل خلال التصفيات هدفين ضد كل من الفريقين البولوني والأرجنتيني ، وقد بلغ مجموع ما سجله معه من أهداف خمسة ، له من الطول 1م 65 صم، ومن الوزن 58 كلغ.

## وصلات خارجية
- إبراهيم كريت على موقع قاعدة بيانات كرة القدم.إي يو (الإنجليزية)
- إبراهيم كريت على موقع أوليمبيديا (الإنجليزية)

1. ↑  وقت الستاد كانت ستاد [وصلة مكسورة] نسخة محفوظة 05 مارس 2016 على موقع واي باك مشين.
2. ↑  La Tunisie aux Jeux olympiques نسخة محفوظة 28 مارس 2016 على موقع واي باك مشين.
3. ↑  ليت الجامعة تتعظ بالمواقف الشهمة للدكتور الشاذلي زويتن (2) [وصلة مكسورة] نسخة محفوظة 4 مارس 2020 على موقع واي باك مشين.
4. ↑  Les Jeux Olympiques [وصلة مكسورة] نسخة محفوظة 04 أكتوبر 2010 على موقع واي باك مشين.
5. ↑  ترتيب الهدافين نسخة محفوظة 04 أكتوبر 2010 على موقع واي باك مشين.